# Marek Warzecha
Marek Warzecha (ur. 15 maja 1975) – polski inżynier, doktor habilitowany nauk technicznych, profesor uczelni, specjalista w dziedzinie metalurgii. Rektor Politechniki Częstochowskiej, wybrany na kadencję 2024–2028.

## Wykształcenie
Ukończył studia magisterskie na Wydziale Metalurgii i Inżynierii Materiałowej Politechniki Częstochowskiej. Odbył studium pedagogiczne dla nauczycieli akademickich, a następnie ukończył trzysemestralne studia podyplomowe z zakresu inżynierii oprogramowania w Instytucie Informatyki Uniwersytetu Jagiellońskiego. W trakcie studiów doktoranckich odbył staże zagraniczne: m.in. trzymiesięczny staż naukowy w von Karman Institute for Fluid Dynamics w Belgii, dwutygodniowy staż w Groupe Belge du Collège Européen de Technologie we Francji, a także staże przemysłowe w Huta Zawiercie i Hucie Stali ISD Częstochowa.

## Kariera naukowa
W 2005 roku obronił z wyróżnieniem rozprawę doktorską pt. Mieszanie gazem i homogenizacja chemiczna stali w piecu kadziowym, za którą otrzymał indywidualną nagrodę Rektora Politechniki Częstochowskiej. W latach 2007–2010 pracował jako pracownik naukowy w RWTH Aachen w Niemczech, w Institut für Industrieofenbau und Wärmetechnik, gdzie realizował projekty badawcze finansowane przez Niemiecką Fundację Badań Naukowych - Deutsche Forschungsgemeinschaft (DFG) oraz koncerny ThyssenKrupp Nirosta GmbH i ThyssenKrupp Steel. Wyniki badań publikował m.in. w Steel Research International, Metallurgical and Materials Transactions B oraz Metallurgy.

## Rozwój naukowy
23 lutego 2012 roku uzyskał stopień doktora habilitowanego nauk technicznych w dyscyplinie metalurgia na Politechnice Częstochowskiej. Podstawą nadania stopnia była rozprawa pt. Hydrodynamiczne warunki usuwania wtrąceń niemetalicznych w kadzi pośredniej urządzenia COS oraz udokumentowany dorobek naukowy. Decyzja została podjęta jednogłośnie przez Radę Wydziału. Marek Warzecha stał się wówczas najmłodszym doktorem habilitowanym w dziedzinie metalurgii ekstrakcyjnej w historii uczelni.

## Działalność dydaktyczna i organizacyjna
Od grudnia 2013 roku zatrudniony na stanowisku profesora nadzwyczajnego PCz. W latach 2016–2019 pełnił funkcję prodziekana ds. innowacji i rozwoju na Wydziale Inżynierii Produkcji i Technologii Materiałów. Równolegle, w latach 2018–2019 kierował Katedrą Ekstrakcji i Recyrkulacji Metali. Od grudnia 2019 do końca 2022 roku był dyrektorem Centrum Transferu Technologii, a od stycznia 2023 roku pełnił funkcję prorektora ds. rozwoju. 18 kwietnia 2024 roku został wybrany na rektora Politechniki Częstochowskiej. Jest najmłodszym rektorem w historii tej uczelni.

## Zainteresowania naukowe
Specjalizuje się w metalurgii pozapiecowej oraz ciągłym odlewaniu stali. Zajmuje się także technologiami recyklingu materiałów i cynkowania zanurzeniowego. Uczestniczył w wielu projektach badawczych finansowanych m.in. przez Ministerstwo Nauki i Szkolnictwa Wyższego, Komitet Badań Naukowych, Narodowe Centrum Nauki, Narodowe Centrum Badań i Rozwoju oraz Polska Agencja Rozwoju Przedsiębiorczości.

## Nagrody i wyróżnienia
- Polska Nagroda Inteligentnego Rozwoju (2024)[4]
- Lider Inteligentnego Rozwoju (2024)[4]
- Wielokrotnie nagradzany przez Rektora PCz za osiągnięcia naukowe i organizacyjne[1]

## Przynależność i aktywność
Marek Warzecha jest członkiem licznych krajowych i międzynarodowych organizacji naukowych oraz instytucji wspierających rozwój przemysłu i nauki, m.in.:
- Polskie Towarzystwo Materiałoznawcze (od 2024 roku),
- Stowarzyszenie Inżynierów i Techników Przemysłu Hutniczego w Polsce (SITPH),
- Polskie Towarzystwo Zarządzania Produkcją (PTZP),
- Polskie Towarzystwo Mechaniki Teoretycznej i Stosowanej (od 2019 roku),
- Regionalna Izba Przemysłowo-Handlowa w Częstochowie (od 2023 roku),
- Komitetu Metalurgii Instytutu Metalurgii PAN (kadencja 2024–2027),
- Croatian Metallurgical Society (od 2014 roku),
- Rady Naukowej YOSHI Innovation S.A. (od 2024 roku)[1].

Aktywnie uczestniczy w krajowych i międzynarodowych konferencjach naukowych, często jako prelegent lub członek komitetów programowych.

## Życie prywatne
Żonaty, ojciec dwojga dzieci. Związany z Częstochową.